# エマヌエレ・フィリベルト・デュカ・ダオスタ級軽巡洋艦
| エマヌエレ・フィリベルト・デュカ・ダオスタ級軽巡洋艦 | エマヌエレ・フィリベルト・デュカ・ダオスタ級軽巡洋艦 |
| ---------------------------------------------------- | --- |
|                                                      | |
|                                                      | |
| 艦級概観                                             | |
| 艦種                                                 | 軽巡洋艦 |
| 艦名                                                 | 人名 |
| 前級                                                 | ライモンド・モンテクッコリ級 |
| 次級                                                 | ルイージ・ディ・サヴォイア・ドゥーカ・デッリ・アブルッツィ級 |
| 性能諸元                                             | |
| 排水量                                               | 基準：8,662トン（サヴォイアは8,997トン） 満載：10,541トン（サヴォイアは10,834トン） |
| 全長                                                 | 186.9m 171.8m（水線長） |
| 全幅                                                 | 17.5m |
| 吃水                                                 | 6.1m（常備） 6.5m（満載） |
| 機関                                                 | ヤーロー式重油専焼水管缶6基 +パーソンズ式（サヴォイアはベルッツォ式）ギヤード・タービン2基2軸推進                                                                                         |
| 最大 出力                                            | 110,000hp （公試時：127,924hp） |
| 最大 速力                                            | 36.5ノット （公試時：37.35ノット） |
| 航続 距離                                            | 14ノット/3,900海里 |
| 燃料                                                 | 重油:1,460トン（常備） 1,680トン（満載） |
| 乗員                                                 | 694名 |
| 兵装                                                 | Models 1929 15.2cm（53口径）連装砲4基 Models 1924 10cm（47口径）連装高角砲3基 Models 1932 3.7cm（54口径）連装機関砲4基 Model 1931 13.2mm（75.7口径）連装機銃6基 53.3cm三連装魚雷発射管2基 |
| 装甲                                                 | 舷側:70～105mm（水線部） 甲板:35mm 主砲塔:90mm（前盾） 主砲バーベット：100mm 司令塔:100mm                                                                                                 |
| 艦載機                                               | 水上偵察機2機、カタパルト1基搭載 |

エマヌエレ・フィリベルト・デュカ・ダオスタ級軽巡洋艦（イタリア語: Classe Emanuele Filiberto Duca d'Aosta）は、イタリア海軍の軽巡洋艦。コンドッティエリ型第4弾。

## 概要
同型艦は「エマヌエレ・フィリベルト・デュカ・ダオスタ」、「エウジェニオ・ディ・サヴォイア」の2隻で1935年、1936年に竣工した。ライモンド・モンテクッコリ級の拡大改良型であり、装甲が強化され魚雷発射管が連装から3連装になっている。第二次世界大戦では主に輸送任務に従事した。

## 艦形

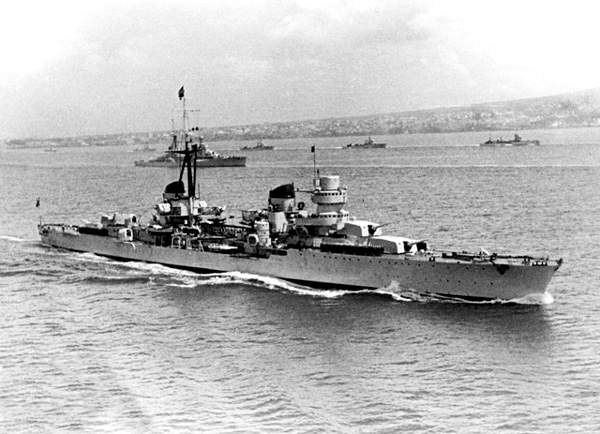
エウジェニオ・ディ・サヴォイア。

水線下にバルバス・バウを持つ突出した艦首から艦首甲板上に1・2番主砲塔を背負い式で2基配置。前級に引き続き艦橋構造はウンベルト・プリエーゼ造船中将考案の円筒型艦橋であるが窓の周囲に遮風装置が設けられた点が異なる。艦橋の背後には2本の煙突が立つが機関のシフト配置のために前後が離されており、間には水上機射出用の旋回式カタパルトが1基配置された。1番煙突の左右に53.3cm三連装魚雷発射管が片舷1基ずつの計2基配置した。2番煙突の前部に後部三脚檣が立ち、2番煙突の周囲が艦載艇置き場となっており、後部三脚檣の基部に付いたクレーン1基により水上機と艦載艇は運用された。後部甲板上に後ろ向きに3･4番主砲塔が背負い式に2基配置した高角砲は防盾付きの連装砲架で2番煙突後方の舷側甲板上に片舷1基ずつと、3番主砲塔の前方に1基の計3基が逆三角形状に配置された。
大戦中の1943年に魚雷発射管、航空艤装、13.2mm機銃が撤去され、かわりに2cm機銃が12門搭載された。

## 主砲
本級の主砲は前級に引き続きModels 1926を改良したModels 1929 15.2cm（53口径）砲を採用した。重量47.5kgの砲弾を使用し仰角45度での射程は22,600mである。この砲を連装式の砲塔に収めたが、列強の同種艦と異なり、イタリア海軍の条約型巡洋艦は長らく左右の砲身を同一の砲架に据えつける形式を採用した。これは、砲身の間を狭める事により砲塔の小型化と機構の簡略化を狙った物であるが、代償として斉射時に左右の砲弾の衝撃波が相互に干渉しあって散布界が広がる弱点があった。これは、独立砲架になるルイージ・ディ・サヴォイア・ドゥーカ・デッリ・アブルッツィ級までイタリア巡洋艦のウィークポイントとなった。砲塔の旋回は首尾線方向を0度として左右150度で、俯仰角度は仰角45度・俯角5度で発射速度は毎分4発である。

### 高角砲・機銃・水雷兵装
高角砲は1927年10cm(47口径)高角砲を採用した（トレント級重巡洋艦#高角砲・機銃・水雷兵装を参照）。
近接対空火器としてModels 1932 3.7cm（54口径）機関砲を採用した。その性能は0.83kgの砲弾を仰角45度で7,800m、仰角80度で5,000mの高さまで届かせることが出来た。俯仰能力は仰角80度・俯角10度である。旋回角度は舷側方向を0度として左右120度の旋回角度を持っていた。砲架の俯仰・砲塔の旋回・砲弾の揚弾・装填は主に電力で行われ、補助に人力を必要とした。発射速度は毎分60～120発である。この機関砲を連装砲架で4基を搭載した。他にModel 1931 13.2mm（75.7口径）機銃を採用した。その性能は0.051kgの機銃弾を仰角45度で6,000m、仰角85度で2,000mの高さまで届かせることが出来た。俯仰能力は仰角85度・俯角11度である。旋回角度は360度の旋回角度を持っていたが、上部構造物に射界を制限された。砲架の俯仰・砲塔の旋回・砲弾の揚弾・装填は主に電力で行われ、補助に人力を必要とした。発射速度は毎分500発である。この機銃を連装砲架で6基を搭載した。
水雷兵装として53.3cm魚雷発射管を三連装式で2基搭載した。
のちに13.2mm機銃はブレダ社のModels 1940 2ｃm（65口径）機銃に更新された。その性能は0.134kgの機銃弾を仰角45度で5,500m、仰角90度で2,900mの高さまで届かせることが出来た。俯仰能力は仰角100度・俯角10度である。旋回角度は舷側方向を0度として左右120度の旋回角度を持っていた。砲架の俯仰・砲塔の旋回・砲弾の揚弾・装填は主に電力で行われ、補助に人力を必要とした。発射速度は毎分120～240発である。

## 艦歴
戦後、本級は戦勝国に賠償艦として引き渡され、「エマヌエレ・フィリベルト・デュカ・ダオスタ」はソ連にて「スターリングラード（Сталинград）」と改名されて運用されたがすぐに「ケルチ（Керчь）」に改名され、1959年2月20日に除籍された。「エウジェニオ・ディ・サヴォイア」はギリシャに賠償艦として引き渡され、「エリ（Έλλη）」と改名された後、1964年まで使用された。

## 同型艦
- エマヌエレ・フィリベルト・デュカ・ダオスタ - 名称は第2代アオスタ公エマヌエーレ・フィリベルトから。
- エウジェニオ・ディ・サヴォイア - 名称はサヴォイア＝カリニャーノ公子エウジェーニオ・フランチェスコから。

## 参考図書
- 「世界の艦船増刊　イタリア巡洋艦史」（海人社）